# معاهده شومون

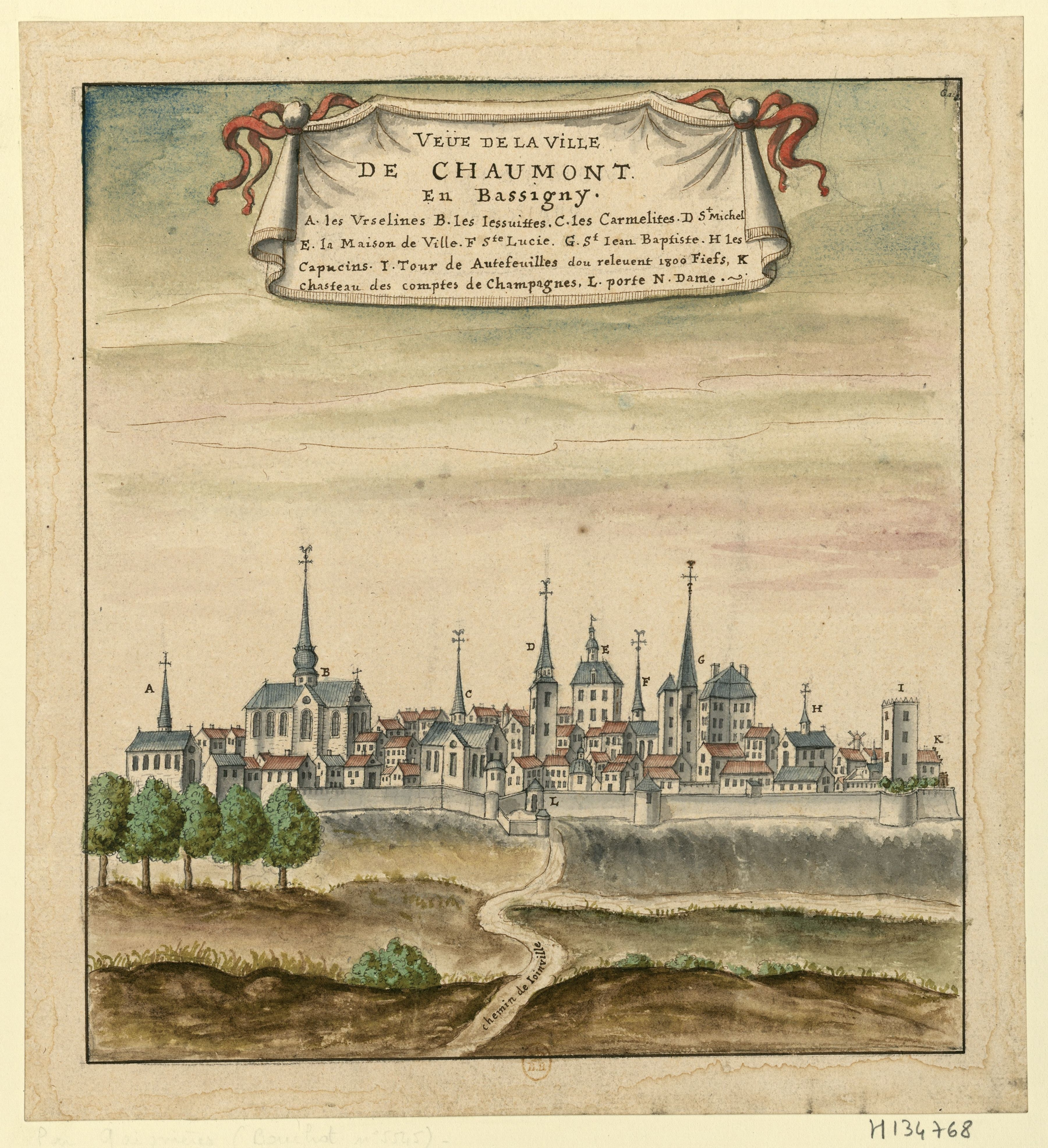
پیمان شومون

پیمان شومون (به انگلیسی: Treaty of Chaumont) یک سری از توافقات مجزا اما از نظر مفاد مشابه بود. این پیمان بین امپراتوری اتریش، پادشاهی پروس، امپراتوری روسیه و بریتانیا در مارس ۱۸۱۴ میلادی منعقد شد.
این پیمان جهت همبستگی ششمین ائتلاف قدرت‌های بزرگ، به منظور جلوگیری از تاخت و تاز امپراتوری اول فرانسه شکل گرفت. ماده اصلی این پیمان، این بود که اگر ناپلئون بناپارت پیشنهاد صلح را نپذیرد، آنگاه هر کدام از این کشورها موظف به بسیج ۱۵۰ هزار سرباز جهت جنگ با فرانسوی‌ها هستند و پس از آن موظفند برای ۲۰ سال کامل، صلح را در تمام اروپا برقرار نگه‌دارند.
پس از مذاکراتی در اواخر فوریه سال ۱۸۱۴، نمایندگان اتریش، پروس، روسیه و بریتانیا مجدداً جلسه‌ای را در شومون در یکم مارس ۱۸۱۴ میلادی تشکیل دادند. پیمان شومون در ۹ یا ۱۹ مارس ۱۸۱۴ امضا شد.
امضا کنندگان این پیمان عبارت بودند از: فرانتس دوم (همراه با مترنیخ)، فریدریش ویلهلم سوم، الکساندر یکم و همچنین وایکانت کاستلریگ وزیر امور خارجه بریتانیا.
مفاد بر این اساس بود که مرزهای امپراتوری اول فرانسه به خط‌های پیشینش بازگردد و در عوض، پیمان آتش‌بس بین این کشورها و فرانسه برقرار گردد.
این کشورها طبق این پیمان متعهد شدند، در صورتی که فرانسه این پیشنهاد را نپذیرفت، به ادامه جنگ با فرانسوی‌ها به منظور از پای درآمدن ناپلئون بناپارت بپردازند. ناپلئون بناپارت این پیشنهاد را نپذیرفت.
این تصمیمات ازنو در کنگره وین در سال ۱۸۱۴–۱۸۱۵ میلادی به تصویب رسید. جنگ علیه فرانسه با توجه به تأمین مالی کشورهای متعهد از جانب بریتانیا سرسختانه‌تر پیش رفت و سرانجام به فتح پاریس و تبعید اول ناپلئون انجامید.
این پیمان، تبدیل به سنگ بنای اتحادیه اروپا شد و تا چند دهه، صلح را در قاره اروپا برقرار کرد.